# Cassephyra angulifera
Cassephyra angulifera là một loài bướm đêm trong họ Geometridae.